# Dysphania tentans
Dysphania tentans är en fjärilsart som beskrevs av Walker 1864. Dysphania tentans ingår i släktet Dysphania och familjen mätare. Inga underarter finns listade i Catalogue of Life.